# Kyrkpressen
Kyrkpressen är en svenskspråkig församlingstidning som utkommer i Finland. Tidningen har sin redaktion både i Helsingfors och i Jakobstad. Dess chefredaktör är Nicklas Storbjörk. Kyrkpressen ges ut av Fontana Media som ägs av Församlingsförbundet. Den utgör sedan 1970 en fristående fortsättning på Församlingsbladet, som grundades 1922.
Tidningen fungerar som medium framför allt i Borgå stift i Evangelisk-lutherska kyrkan i Finland. De flesta församlingarna i stiftet prenumererar tidningen åt sina medlemmar. Kyrkpressen når över 75 000 hushåll och är det printmedium som har den bredaste täckningen på svenska i Finland. Kollektivprenumerationer och massupplaga härstammar från omorganiseringen 1970.
Kyrkpressen har förutom papperstidningen också en omfattande webbplats, där också papperstidningen kan läsas i PDF-format. För övrigt är webbplatsen känd för sina bloggar och möjligheten att diskutera och kommentera dessa.
Från och med 2019 utkommer tidningen i tryckt utgåva varannan vecka.

## Chefredaktörer
- Rabbe Forsman, 1972-1977.
- Ruth Franzén, 1977-1980.
- Runar Backman, 1981-1982.
- Olav S Melin, 1982-1999.
- Sixten Ekstrand, 2000.
- Stig Kankkonen, 2001-2010.
- May Wikström, 2010-2019.
- Nicklas Storbjörk, 2019–